# Лисев
Лисев — хутор в Новоузенском районе Саратовской области России. Входит в состав сельского поселения Петропавловское муниципальное образование.

## История
Образован в 2002 г. постановлением Саратовской областной думы № 3-65 от 13.11.2002 г.

## Население
| 2010 |
| ---- |
| 1    |